# Passiflora jamesonii
Passiflora jamesonii là một loài thực vật thuộc họ Passifloraceae. Đây là loài đặc hữu của Ecuador.